# Vinometro
Il vinometro o alcolometro è uno strumento usato per misurare la gradazione alcolica del vino e di altre bevande alcoliche.
Generalmente realizzato in vetro, basa il suo funzionamento sulla diversa forza capillare che il vino esercita su un piccolo forellino a seconda del suo contenuto alcolico. 
La scala graduata è calibrata per misurare il vino ad una temperatura di 15 °C.
Variando la temperatura del vino varia anche la sua la viscosità per cui occorre eventualmente effettuare una piccola correzione al valore letto +/- 0.33° alcolici ogni 5 °C di differenza, se la temperatura è inferiore a 15° vanno aggiunti se superiore vanno tolti.